# Unter Verdacht: Rückkehr
Rückkehr ist ein deutscher Fernsehfilm von Andreas Herzog aus dem Jahr 2011. Es handelt sich um die sechzehnte Episode der ZDF-Kriminalfilmreihe Unter Verdacht mit Senta Berger als Dr. Eva Maria Prohacek in der Hauptrolle.

## Handlung
Der spielsüchtige Polizist Gerd Scheer vom Wirtschaftsdezernat wird tot aufgefunden. Zuletzt hatte er sich mit dem Unternehmer Dernlinger angelegt. Auf einem Überwachungsvideo ließ sich ein Streit zwischen dem Toten und einem Casinobesucher nachvollziehen und auch Prohaceks Polizeihochschulschüler Eric Glasner ist auf dem Video zu sehen. Glasner ist heute Sicherheitschef des Afghanen Sherzad. Dr. Eva Maria Prohacek und ihr Assistent André Langner ermitteln in eigenen Reihen gegen ihren Kollegen.

## Hintergrund
Der Film wurde vom 25. Mai 2010 bis zum 28. Juni 2010 in München und Umgebung gedreht. Die Folge wurde am 13. Mai 2011 um 20:15 Uhr auf arte erstausgestrahlt.

## Kritik
Die Kritiker der Fernsehzeitschrift TV Spielfilm vergaben dem Film die bestmögliche Wertung, sie zeigten mit dem Daumen nach oben. Sie sahen „viel Zündstoff in einem Drehbuch, das routiniert umgesetzt wurde“ und konstatierten: „Thematisch vollgepackt, aber allemal spannend“.